# Figurer i StarCraft
I spelet StarCraft förekommer många olika figurer.

## Samir Duran
Samir Duran är en av de mest mystiska varelserna i StarCraft-serien. I spelet har han formen av en människa men flera bevis pekar på att han egentligen är allt annat än mänsklig.

## Sarah Kerrigan
Sarah Kerrigan är en av huvudfigurerna. Hon börjar som en normal människa och hjälper spelaren tidigt i kampanjen men blir förråd av sin ledare och tagen av utomjordingarna Zerg som gör om henne till en av dem. I Starcraft II: Wings of Liberty leder hon Zerg medan människan Jim Raynor försöker återställa henne till människa.

## Zeratul
Zeratul är en av Protoss huvudpersoner. Zeratul är en av de "Mörka tempelherrar" som hjälpte till att försvara Protoss hemplanet Aiur, då alienrasen Zerg invaderade. Zeratul lyckades dock inte med det, och han återvände med de överlevande från Aiur till de mörka tempelherrarnas hemplanet Shakuras, där de bott sedan de bannlystes Aiur, runt tusen år före händelseförloppet i Starcraft. I slutet av Brood War (StarCrafts expansion) så försvinner han, knäckt av tanken att Sarah Kerrigan, The queen of blades, återtagit den fulla makten inom Zerg-rasen. I ett specialuppdrag i Zerg-kampanjen inom Starcraft får man reda på att Zeratul upptäckt ett av Samir Duran,  små smutsiga korsningsförsök mellan Protoss och Zerg, vilken denna gång lyckats. Man får dock inte se hur denna "hybrid" ser ut.

## The Overmind
The Overmind, överhjärnan, var zergs högste ledare innan dess död under kampanjen i Starcraft 1.